# NGC 2782
NGC 2782 (другие обозначения — UGC 4862, IRAS09108+4019, MCG 7-19-36, ARP 215, ZWG 209.31, KUG 0910+403, PGC 26034) — спиральная галактика с перемычкой (SBa) в созвездии Рысь. Относится к пекулярным галактикам и включена в Атлас пекулярных галактик.
Этот объект входит в число перечисленных в оригинальной редакции «Нового общего каталога».
Галактика является либо результатом слияния либо была потревожена посредством гравитационного взаимодействия с прошедшей мимо галактикой (UGC 4872 или UGC 4889).
В галактике вспыхнула сверхновая SN 1994ak типа IIn, её пиковая видимая звездная величина составила 16,3.